# Cantone di Sedan-Est
Il Cantone di Sedan-Est era una divisione amministrativa dell'arrondissement di Sedan.
A seguito della riforma approvata con decreto del 21 febbraio 2014, che ha avuto attuazione dopo le elezioni dipartimentali del 2015, è stato soppresso.

## Composizione
Comprendeva parte della città di Sedan e i comuni di:
- Balan
- Bazeilles
- Daigny
- Escombres-et-le-Chesnois
- Francheval
- La Moncelle
- Pouru-aux-Bois
- Pouru-Saint-Remy
- Rubécourt-et-Lamécourt
- Villers-Cernay